# Girlfriend Experience
Cet article possède un paronyme, voir Girlfriend experience.
Pour plus de détails, voir Fiche technique et Distribution.
Girlfriend Experience (The Girlfriend Experience) est un film américain réalisé par Steven Soderbergh et sorti en 2009.
Le film met en scène l'actrice de films pornographiques Sasha Grey, dans le rôle d'une escort girl. Le film est produit avec un tout petit budget et ne rapporte pas beaucoup plus au box-office. Il reçoit des critiques partagées de la part de la presse.
Le film sera plus tard adaptée en série télévisée.

## Synopsis
Escort girl de luxe à Manhattan, Chelsea devient la petite amie d'un soir de ses clients (une girlfriend experience dans le jargon du milieu). Son ami, entraîneur dans un club de sport, accepte les relations de sa compagne. Parallèlement survient la crise financière de 2008, sujet de conversation récurrent chez ses clients, et source de préoccupation pour le budget du couple, ainsi que l'élection présidentielle américaine. Chelsea envisage de s'offrir plus de visibilité grâce à Internet, mais s'expose de ce fait à de nouveaux dangers.

## Fiche technique
Sauf indication contraire, les informations mentionnées dans cette section peuvent être confirmées par la base de données cinématographiques IMDb,  présente dans la section « Liens externes ».
- Titre français : Girlfriend Experience
- Titre original : The Girlfriend Experience
- Réalisation : Steven Soderbergh
- Scénario : David Levien et Brian Koppelman
- Musique : Ross Godfrey
- Photographie : Steven Soderbergh (crédité sous le pseudonyme de Peter Andrews)
- Montage : Steven Soderbergh (crédité sous le pseudonyme de Mary Ann Bernard)
- Costumes : Christopher Peterson
- Production : Mark Cuban, Gregory Jacobs et Todd Wagner
- Sociétés de production : Magnolia Pictures, 2929 Productions, Extension 765 et HDNet Films
- Distribution : Magnolia Pictures (Etats-Unis), Metropolitan Filmexport (France)
- Format : 2.35:1 - Couleur - Dolby Digital (DTS)
- Budget : 1 700 000 USD[1]
- Pays de production :  États-Unis
- Genre : drame
- Langues originales : anglais, français
- Durée : 78 minutes
- Dates de sortie[2] :
  - États-Unis : 20 janvier 2009 (festival de Sundance)
  - États-Unis : 22 mai 2009 (sortie limitée)
  - France : 8 juillet 2009

## Distribution
- Sasha Grey : Chelsea / Christine
- Chris Santos : Chris
- Philip Eytan : Philip
- Peter Zizzo : Zizzo
- Timothy Davis : Tim
- Mark Jacobson : le journaliste

## Production

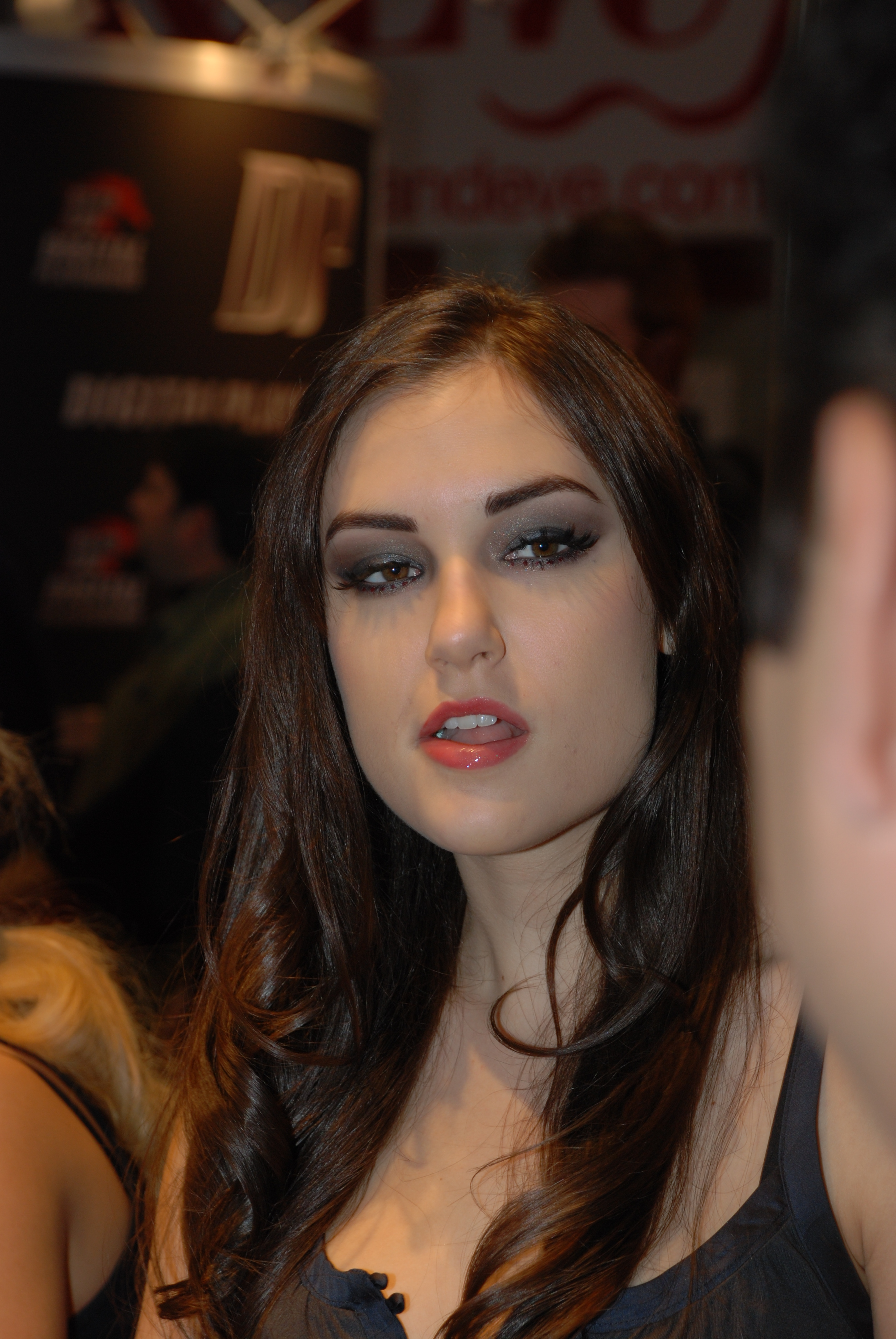
Sasha Grey en 2009

### Attribution des rôles
Le film met en vedette l'actrice pornographique Sasha Grey,. Le film ne montre cependant aucun acte sexuel.

### Tournage
Le tournage a lieu à New York avec une caméra RedOne, relativement bon marché et n'a duré que 16 jours.

## Accueil
En France, le film reçoit une moyenne de 2,9 étoiles sur 5 possibles (pour 17 titres de presse) sur AlloCiné. Pour Les Inrockuptibles, le film est une « Expérience concluante ». Pour Libération, Steven Soderbergh pratique « un cinéma de terrain, plus cérébral, et où il s'arrime plus intimement au réel de ses contemporains, aux tensions politiques sourdes et muettes sur lesquelles pourrissent les rapports sociaux ». La critique de L'Express est moins élogieuse et parle d'un « portrait beau et ennuyeux d'une jeune femme en proie aux doutes du cœur ». Le magazine Première pense que c'est un « film alambiqué dont la chronologie bousculée est plus irritante que constructive. […] Cet exercice de style […] ne tient pas ses promesses. Soderbergh nous vend bel et bien du vent ».
Aux États-Unis, le film totalise 64 % d'opinions favorables sur Rotten Tomatoes pour 121 critiques.
Côté box-office, le film n'est pas un succès en raison de sa sortie limitée dans les salles. Il ne totalise que 1 060 941 $ de recettes mondiales, pour un budget de 1,7 million. En France, il n'enregistre que 17 524 entrées en salles.

## Adaptation télévisée
Dès 2016, le film est adapté en série télévisée, The Girlfriend Experience, diffusée sur Starz. Riley Keough y incarne Christine Reade, une étudiante en droit qui, en parallèle de ses études, réalise un stage dans un grand cabinet d'avocats et devient petit à petit escort girl pour financer ses études.